# 後藤義隆
後藤 義隆（ごとう よしたか、 1900年9月20日 - 1986年1月2日）は、日本の政治家、実業家。衆議院議員（1期）。参議院議員（3期）。弁護士。大豊殖産無尽（現豊和銀行）社長。

## 経歴
大分県宇佐郡安心院村（現宇佐市）出身。1922年中央大学専門部卒。大分市で弁護士を開業する。その後大分弁護士会会長、大分市議、同副議長、大分県議を経て、戦後、公職追放となる
。
1949年に看做無尽として設立された大豊殖産無尽（現豊和銀行）を設立し、同社の初代社長を務めた。
追放解除後の1952年の第25回衆議院議員総選挙に大分1区から改進党公認で立候補して当選。翌1953年の第26回衆議院議員総選挙で落選した。また、同年に大豊殖産無尽は相互銀行に転換し豊和相互銀行になると同時に社長を赤松敏明に譲る。
1956年の第4回参議院議員通常選挙で大分県から自由民主党公認で立候補して当選、以来3期務めた。この間、参議院自由民主党副幹事長、第1次池田内閣経済企画、第1次佐藤改造内閣農林の各政務次官を歴任。1974年に引退した。同年秋の叙勲で勲二等旭日重光章受章。
1986年1月2日死去、85歳。死没日をもって正四位に叙される。